# Edgar (Nebraska)
Edgar é uma cidade localizada no estado americano de Nebraska, no Condado de Clay.

## Demografia
Segundo o censo americano de 2000, a sua população era de 539 habitantes.
Em 2006, foi estimada uma população de 493, um decréscimo de 46 (-8.5%).

## Geografia
De acordo com o United States Census Bureau, a localidade tem uma área de 2,0 km², sem área coberta por água. Edgar localiza-se a aproximadamente 525 m acima do nível do mar.

## Localidades na vizinhança
O diagrama seguinte representa as localidades num raio de 16 km ao redor de Edgar.